# Hochfelden (Zurique)
Hochfelden é uma comuna da Suíça, situada no distrito de Bülach, no cantão de Zurique. Tem 6,17 km² de área e sua população em 2018 foi estimada em 1.932 habitantes.